# Джонас Мур
Сер Джонас Мур (англ. Sir Jonas Moore, 1617—1679) — був англійським математиком, геодезистом, офіцером артилерії, меценатом астрономії, Членом Лондонського Королівського Товариства. Він брав участь у двох найамбітніших англійських цивільних проектах 17-го століття: осушенні Фенських болот і будівництві Мола в Танжері. У подальшому житті його багатство та вплив на посаді генерального геодезиста дозволили йому стати покровителем і рушійною силою створення Королівської обсерваторії в Гринвічі.

## Походження та початок кар'єри
Джонас Мур народився 8 лютого 1617 року в Хайгер Уайт Лі, в Хайгамі, що в Пендлі, графство Ланкашир, у родині фермера Джона Мура. Його старший брат, також Джон, за легендою ніби був під дією чаклунства Елізабет Сотернс (Олд Демдайк), найвідомішою з відьом Пендла, через що нібито помер приблизно в 1610 році.
Немає записів про освіту Джонаса, але цілком ймовірно, що він відвідував гімназію Бернлі, яка була всього в трьох милях від його дому. У 1637 році він був призначений клерком до Томаса Бервелла, генерального вікарія єпархії Дарема, на посаду, яка вимагала знання юридичної латини. Він одружився з Елеонор Рен 8 квітня 1638 року в Даремі, і згодом у подружжя народилися син та дві дочки. Під час Громадянської війни в Англії парламент конфіскував доходи церкви в жовтні 1642 року, і Мур, який був позбавлений зарплатні, був змушений повернутися до Ланкаширу.

## Математик і геодезист
Записи про життя Мура протягом наступних десяти років уривчасті. Приблизно до 1650 року він був відомим учителем математики та опублікував свою першу книгу «Арифметика Мура». Саме сер Джонас Мур вперше використав скорочене позначення «cos» для тригонометричного терміна косинус. Він був призначений геодезистом у проект Вільяма Рассела, 5-го графа Бедфорда, і працював над осушенням Фенських болот протягом наступних семи років. У 1658 році Мур зміг виготовити 16-аркушну карту Фенських болот, яка забезпечила ефективний засіб відображення досягнень проекту у зміні ландшафту Фенленду Східної Англії. Масштаб карти (приблизно два дюйми на милю) не потребував деталізації до кінця 19 століття.
На початку 1660-х років Мур працював в основному як геодезист, складаючи карту річки Темзи від «Вестмінстера до моря» в 1662 році, його перше замовлення від урядового органу. З 1663 року Джеймс, герцог Йоркський, став головним покровителем Мура. У червні Мур відвідав Танжер (англійське володіння з 1661 по 1684 рр.) у складі команди з проектування кам'яного пірсу. Після повернення він підготував карту під назвою «A Mapp of the Citty of Tanger with Straits of Gibraltar. Described by Jonas Moore Surveyor to his Royall Highness the Duke of York». Коли її було завершено в березні 1664 року, Семюель Піпс, активний член Танжерського комітету, був вражений картою, «яка дуже якісною, і я маю намір її гарно повісити на стіну».

## Офіцер артилерії
Завдяки заступництву брата Короля Мур знайшов місце в Артилерийській канцерярії. 19 червня 1665 року він був призначений помічником геодезиста артилерійської служби як повноправний заступник Френсіса Ніколлса, який обіймав посаду інспектора з 1660 року. Мур став генеральним інспектором артилерії після смерті Ніколлса 28 липня 1669 року.
Обов'язки інспектора не обмежувалися наземними інспекціями; скоріше основним обов'язком було забезпечення наявності відповідних запасів, зокрема зброї та боєприпасів. Під час Третьої англо-голландської війни Мур зустрів принца Руперта біля Нору з 16 суднами, навантаженими порохом і дробом. Він отримав лицарське звання 28 січня 1673 року, ймовірно, як нагороду за виконання обов'язків під час першого року Третьої голландської війни. Після закінчення війни в 1674 році Мур зміг продовжити розвивати інтерес до астрономії та спробував отримати підтримку Королівського товариства для обсерваторії в коледжі Челсі. Мур був обраний членом Королівського товариства 3 грудня 1674 року, але пропозиція щодо обсерваторії в Челсі не мала успіху. Він продовжував бути активним членом і в травні 1676 року був призначений віце-президентом Королівського товариства.
Коли Карл II призначив Джона Флемстіда своїм «астрономічним спостерігачем» 4 березня 1675 року, Флемстід уже користувався заступництвом Мура з 1670 року, коли Мур подарував йому мікрометр Таунлі. Артилерійска канцелярія відповідала за будівництво Королівської обсерваторії в Гринвічі, яке було завершено в червні 1676 року. Мур зі своєї кишені оплатив виготовлення та поставку більшої частини основного обладнання обсерваторії, включаючи два «Великі годинники» Томаса Томпіона.

## Смерть і спадок
Наприкінці свого життя Мур дуже зацікавився Королівською математичною школою в лікарні Христа в Лондоні, і в грудні 1676 року його призначили губернатором. У 1677 році Мур почав писати книгу під назвою «Нова система математики» з метою визначення курсу математики, придатного для школи. Він був незавершений, коли Мур помер 27 серпня 1679 року.
Його наступником на посаді генерального землеміра став його єдиний син, також Джонас. Джонас-молодший помер у 1682 році, тому саме чоловіки двох доньок Мура, а не його син, взялися за публікацію «Нової системи», яка завершилася в 1681 році, останні частини якої були написані Джоном Флемстідом і Едмондом Галлеєм. Незважаючи на ймовірну несприятливу причетність його сім'ї до відьом Пендла, він був одним із спонсорів книги доктора Джона Вебстера під назвою «Викривання вірогідного чаклунства», яка викривала хибність віри у чаклунство та відіграла значну роль у припиненні судового переслідування за чаклунство.
І сер Джонас Мур, і його син були поховані в церкві Святого Петра ад Вінкула в Лондонському Тауері.

## Сучасники
Біографія Мура, написана Джоном Обрі через рік чи два після його смерті, характеризує його як «хорошого математика і хорошого хлопця», тобто людину, якій щодня вдається пити вино з компанією. Серед такої компанії був Семюель Піпс, який записав одну з таких сесій у Рейнському винному домі 23 травня 1661 р. «…і до нас прийшов Джонас Мур, математик, і там він своєю промовою змусив нас повністю повірити, що Англія і Франція колись були тим самим континентом, за дуже вагомими аргументами, і говорили дуже багато речей, не стільки для того, щоб довести фальшивість Святого Письма, скільки те, що час у ньому погано обчислений і не зрозумілий». Ледь будучи знайомим з Муром у 1660-х роках, Піпс називав його «мій гідний друг», коли обидва були директорами математичної школи.
Двоє друзів Мура, сер Крістофер Рен і Роберт Гук, також були пов'язані з Королівською обсерваторією. Мур і Гук були серед невеликої групи, яка зібралася в будинку Рена як «Новий філософський клуб» у 1676 році, у той час, коли думка громадськості про філософів і Королівське товариство була на низькому рівні. Мур завжди очікував відчутних результатів від роботи Флемстіда в Гринвічі: у липні 1678 року Мур погрожував припинити виплату зарплати Флемстіду через відсутність опублікованих результатів, що на його думку було неприйнятно порівняно з нещодавньою роботою Едмонда Галлея.